# یواس‌اس پوزئیدون (ای‌آرال-۱۲)
یواس‌اس پوزئیدون (ای‌آرال-۱۲) (به انگلیسی: USS Poseidon (ARL-12)) یک کشتی بود که طول آن ۳۲۸ فوت (۱۰۰ متر) بود. این کشتی در سال ۱۹۴۴ ساخته شد.